# Vy-lès-Filain
 Vy-lès-Filain  es una población y comuna francesa, situada en la región de Franco Condado, departamento de Alto Saona, en el distrito de Vesoul y cantón de Montbozon.

## Demografía
| 90 | 88 | 57 | 75 | 70 | 73 | 72 |
| Para los censos de 1962 a 1999 la población legal corresponde a la población sin duplicidades (Fuente: INSEE [Consultar]) |    |    |    |    |    |    |